# Hamburger Hill
Hamburger Hill es una película bélica estadounidense de 1987 dirigida por John Irvin y protagonizada por Anthony Barrile y Michael Boatman. La película trata de la historia real de la batalla de la Colina de la hamburguesa, que ocurrió entre el 10 de mayo y el 20 de mayo de 1969.

## Argumento
Es el 1969 durante la guerra de Vietnam. Tropas de la 101.ª División Aerotransportada americana, muchos de ellos novatos, reciben la orden de tomar una colina llamada colina 937, que está bajo el control por el Vietcong. Para ello son transportados al lugar. Una vez hecho eso y habiéndose preparado al respecto, ellos empiezan con el ataque. De esa manera la batalla comienza el 10 de mayo de 1969. 
Sin embargo la batalla se convierte en una auténtica carnicería, ya que el bando enemigo está muy bien preparado y atrincherado para poder defender la colina. Pueden rechazarlos por ello una y otra vez, por lo que, a causa de la carnicería, se bautiza con el tiempo la colina como la Colina de la hamburguesa. 
Durante 10 días se hicieron 11 ataques contra las tropas del Vietcong para poder tomar la colina. Al final, en el último ataque, las tropas estadounidenses pueden, a pesar de todos los fracasos anteriores, tomar la colina, pero las bajas sufridas en la batalla son tan elevadas, que no tienen ganas de celebrarlo.

## Reparto
| Actor             | Personaje                                 |
| ----------------- | ----------------------------------------- |
| Anthony Barrile   | Soldado raso Vincent 'Alphabet' Languilli |
| Michael Boatman   | Soldado raso Ray Motown                   |
| Don Cheadle       | Soldado raso Johnny Washburn              |
| Michael Dolan     | Soldado raso Harry Murphy                 |
| Don James         | Soldado raso Elliott 'Mac' McDaniel       |
| Dylan McDermott   | Sargento Adam Frantz                      |
| Courtney B. Vance | Cabo Abraham 'Doc' Johnson                |

## Producción
Hubo mucha resistencia en hacer la película, ya que el tema de la guerra de Vietnam era entonces muy impopular. Finalmente, tras superar los obstáculos, se rodó la película en las Filipinas con un presupuesto algo menor que 14 millones de dólares.
Luego se esperó con el estreno, para averiguar si otras películas parecidas como Platoon (1986) y Full Metal Jacket (1987) iban a tener éxito. Una vez que hubo certeza que las cosas habían cambiado respecto al tema, se decidió estrenarlo.

## Recepción
La película fue un fracaso en taquilla. Aun así fue muy bien vista por los veteranos de esa guerra.
En el presente la película ha sido valorada por los portales de información en el Internet y por la crítica profesional. En IMDb, con un total de 26 144 votos registrados al respecto, el filme obtiene una media ponderada de 6,7 sobre 10. En Rotten Tomatoes el 100% de las 12 críticas profesionales y el 72% de los más de 25 000 usuarios registrados lo califican como "fresco". Le dan un 7,4 de 10 y un 3,8 de 5 respectivamente.